# رویداد بالن چین ۲۰۲۳
رویداد بالن چین ۲۰۲۳ (به انگلیسی: 2023 Chinese balloon incident) رویدادی از پرواز یک بالن چینی از ۲۸ ژانویه تا ۴ فوریه ۲۰۲۳ در ارتفاع بالا بود که در حریم هوایی آمریکای شمالی، از جمله آلاسکا، غرب کانادا، و ایالات متحده دیده شد و سبب بروز تنش‌های سیاسی میان ایالات متحده و چین شد. در ۴ فوریه، نیروی هوایی ایالات متحده به دستور جو بایدن، رئیس‌جمهور ایالات متحده، بالن را بر فراز آب‌های سرزمینی ایالات متحده در سواحل کارولینای جنوبی سرنگون کرد. بقایای لاشهٔ بالن جمع‌آوری و برای تجزیه و تحلیل به آزمایشگاه FBI در کوانتیکوو، ویرجینیا فرستاده شد.
بنا به گفتهٔ نظامیان آمریکایی و کانادایی بالن سرنگون شده یک بالن شناسایی بوده‌است؛ در حالی که به باور دولت چین این یک کشتی هوایی غیرنظامی تحقیقاتی هواشناسی بوده که از مسیر خود منحرف شده‌است. تحلیلگران گفتند که مسیر پرواز و ویژگی‌های ساختاری بالن آن را با مواردی که معمولاً برای تحقیقات هواشناسی مورد استفاده قرار می‌گرفته متفاوت کرده‌است.
دولت ایالات متحده اطلاعات مربوط به هواپیماهای شناسایی آمریکایی لاکهید یو-۲ که برای ردیابی بالن مستقر شده بود را از حالت طبقه‌بندی خارج کرد و گفت که این اطلاعات نشان می‌دهد بالن دارای تجهیزات اطلاعاتی شنود سیگنال است. ایالات متحده گفت که این بالن قادر به مکان‌یابی دستگاه‌های ارتباطی الکترونیکی از جمله تلفن‌های همراه و رادیو است و آنتن‌ها و سایر تجهیزات را "به وضوح برای نظارت اطلاعاتی" حمل می‌کند و با تجهیزات یک بالن سازگار نیست. وزارت امور خارجه ایالات متحده گفت که این بالن بخشی از یک تلاش دیده‌بانی جهانی به رهبری ارتش چین است که طی آن بالن‌های جاسوسی چینی بر فراز بیش از ۴۰ کشور در پنج قاره پرواز کرده‌اند.

## یادداشت ها
1. ↑  بر خلاف مقامات آمریکایی و کانادایی، چین می‌گوید کشتی فضایی «یک بالن غیرنظامی» بود.